# Zwemslag

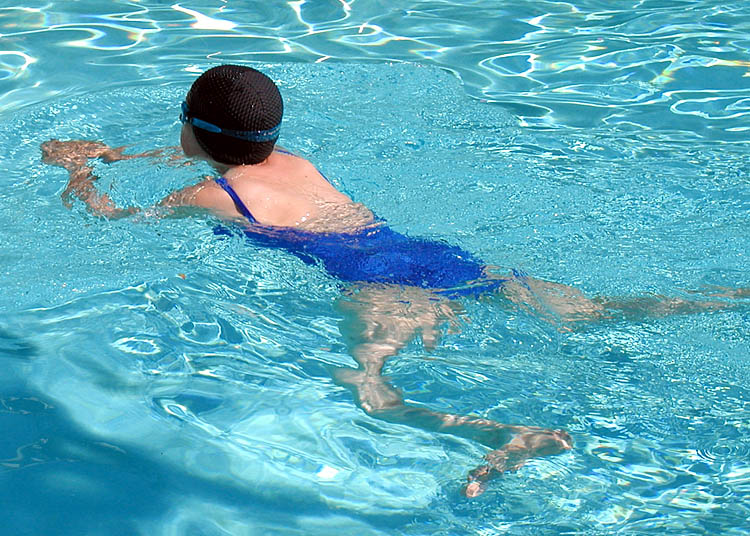
De schoolslag

Een zwemslag is een manier waarop een mens zich door het water kan voortbewegen door de
beweging van de armen en benen dusdanig met elkaar te coördineren dat een beweging voorwaarts plaatsvindt en in bepaalde gevallen zelfs achterwaarts.

## Soorten zwemslagen
Zwemslagen kunnen worden onderverdeeld in vier verschillende hoofdcategorieën:
1. de borstslagen,
2. de rugslagen,
3. de zijslagen en
4. de kantelslagen

Enkele van de minder gebruikelijke slagen worden in Nederland onderwezen bij het onderdeel Wereldzwemslagen. 

### De borstslagen
Een borstslag is een zwemslag die op de borst wordt gezwommen. Er zijn vele borstslagen. Enkele bekende borstslagen zijn de borstcrawl, de schoolslag en de vlinderslag. Daarnaast bestaan er onder andere nog:
- lange Spaanse slag
- korte Spaanse slag
- la coupe van 1850
- la brasse pour la mer
- agottiaux
- lange thrust
- korte thrust
- matrozenslag
- Hongaarse slag
- ryowa-noshi
- gewijzigde ryowa-noshi
- Boonslag
- hondjesslag of golvenslag
- Australisch crawl van Meijer
- Duitse crawl
- Japanse crawl

### De rugslagen
Een rugslag is een zwemslag die op de rug wordt gezwommen. De enkelvoudige rugslag en de rugcrawl zijn de bekendste rugslagen, die allebei standaard in het Zwem ABC zijn opgenomen. Wat minder bekend zijn de samengestelde rugslag en de schuifslag. Andere rugslagen zijn onder andere:
- rugtrudgeon
- Daltonslag
- schroefrugslag
- schroefrugcrawl
- enkele en dubbele Spaanse rugslag
- platte rug overstreek (PROS)
- rugslag van Löwenstrom
- Holbeinslag
- De Pichslag

### De zijslagen
Een zijslag is een zwemslag die in zijn geheel op de zij worden gezwommen, zonder te kantelen naar
de buik. Enkele zijslagen zijn:
- zeemansslag
- lange zijslag
- korte zijslag
- dubbele zijslag
- lange northern kick
- korte northern kick
- sidestroke
- overarm sidestroke
- sidestroke van Palmer
- zijdestreek
- zijslag van Hamilton
- morote-noshi
- hitoe-noshi
- kata-nuki

### De kantelslagen
Kantelslagen zijn zwemslagen waarbij er van de buik naar de zij wordt gekanteld. Een vrij bekende
zwemslag is de lange trudgeoncrawl waarmee de Amsterdammer Piet Ooms tussen 1890 en 1940 zijn
triomfen vierde. Enkele kantelslagen zijn:
- lange trudgeon(crawl)
- korte trudgeon(crawl)
- dubbele korte trudgeon(crawl)
- dubbele lange trudgeon(crawl)
- mariniére
- simple coupe
- double coupe
- trudgeon van Sheffield
- trudgeon van Billington

## Belangrijke personen
Personen die een belangrijke invloed hebben gehad op de ontwikkeling van het zwemmen en zwemslagen:
- Nicolaus Wynman
- Everard Digby
- Melchisédech Thévenot (1620-1692)
- Johann Christoph Friedrich Gutsmuths (1759-1839)
- Peter Heinrich Clias (1780-1854)
- John Trudgeon (1852–1902)
- Piet Ooms (1884-1963)
- Dick Schermer (1928)